# Mii

Das Mii-Logo

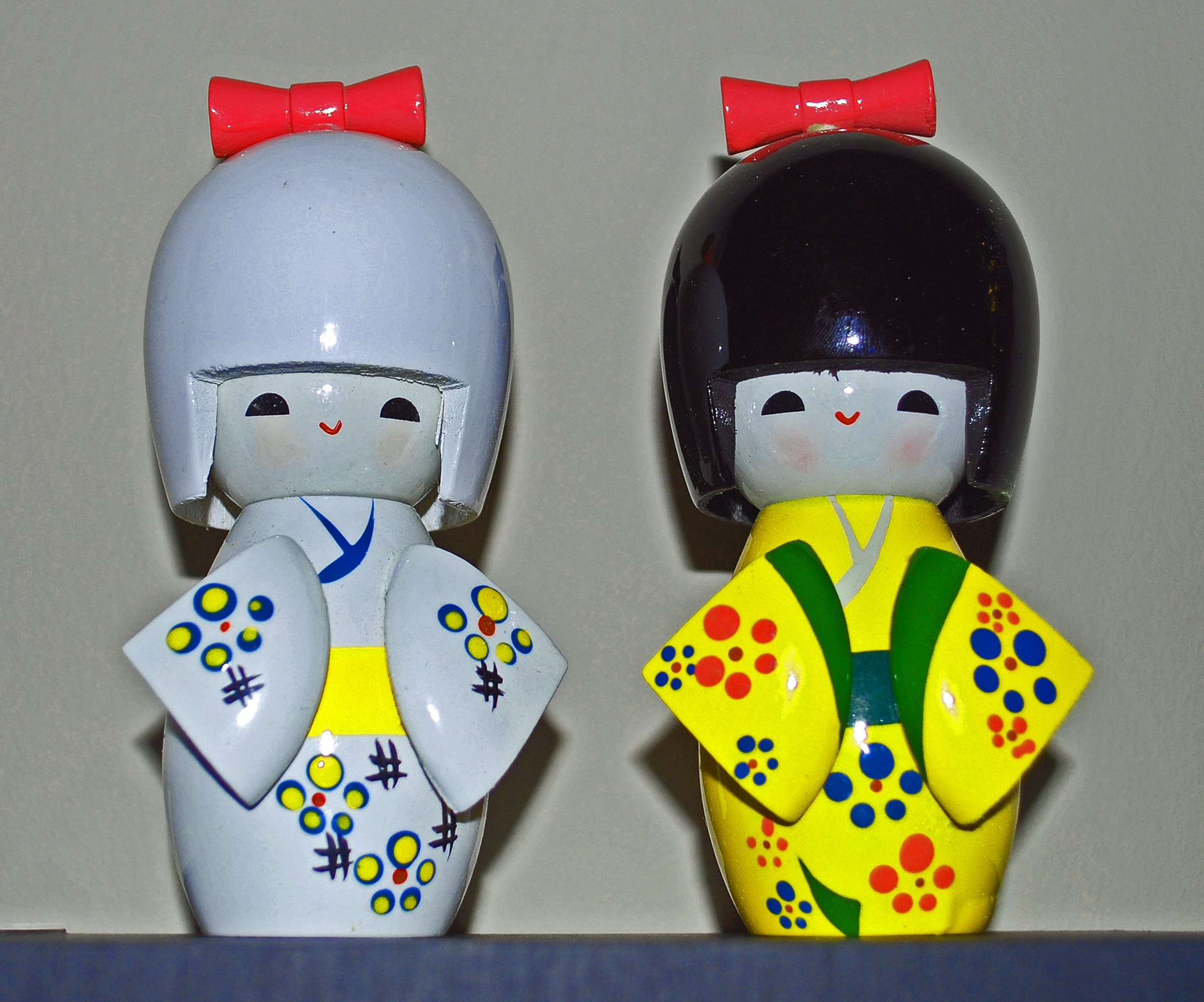
Kokeshi-Figuren (Vorbild für das Mii-Erscheinungsbild)

Ein Mii [miː] ist ein dreidimensionaler digitaler Avatar, der auf Nintendos Spielkonsolen Wii, Wii U, Nintendo Switch und Nintendo Switch 2 sowie auf der Handheld-Konsole Nintendo 3DS aber auch auf MyNintendo erstellt und als Figur in einigen Spielen verwendet werden kann, z. B. in Wii Sports, Wii Play oder Mario Kart.
Auf der Game Developers Conference 2007 sagte der Nintendo-Spielentwickler Shigeru Miyamoto in einem Vortrag, dass das Erscheinungsbild der Miis von Kokeshi-Figuren inspiriert worden sei.

## Erstellung
Zur Erstellung bestehen Auswahlmenüs mit vorgegebenen Möglichkeiten für Geschlecht, Hautfarbe, Gesichtsumrissform und (ähnlich den Gestaltungsmöglichkeiten des japanischen Kinderspiels Fukuwarai) für schwarze Strichgrafiken für Augen- und Mundform, für den Rumpf jedoch nur für die Pullover- bzw. Kleidfarbe. Rumpflänge und -dicke können zwar durch Schieberegler variiert werden, jedoch bleibt der Rumpf gegenüber dem Kopf immer sehr klein, sodass so gestaltete Avatare immer symbolhaft wirken und zueinander in einem einheitlichen, dem Kindchenschema verhafteten Stil passend bleiben.
Die Wii U und der Nintendo 3DS bieten auch die Möglichkeit, einen Mii aus einer Porträtfotografie automatisiert zu erstellen.

## Verwendung
Eine Wii-Spielekonsole kann bis zu 100 Miis speichern. Das Steuergerät der Wii, die Wii Remote, kann bis zu zehn Miis auf ihrem internen Speicher speichern. Miis können auf andere Wii-Spielekonsolen übertragen werden, zum Beispiel um sie bei Freunden zu benutzen. Bis 2013 konnten Miis auch über den mittlerweile eingestellten Internetdienst WiiConnect24 ausgetauscht werden. Miis können nur auf der Konsole, auf der sie erstellt wurden, bearbeitet werden. Oft werden sie auch bei der Anzeige des Spielstands verwendet, beispielsweise in Mario Kart Wii.
Wenn Wii-Nutzer sich Nachrichten über die bis 2013 verfügbare Internetfunktion Wii Message Board zusendeten, konnten sie der Nachricht ein Bild ihres Miis als Signatur anhängen, damit andere Nutzer die Nachrichten schneller zuordnen konnten.
Ein Mii kann beispielsweise in den Spielen Wii Party, Mario Kart Wii, Wii Sports Resort, Mario & Sonic bei den Olympischen Spielen London 2012, Wii Fit, Wii Fit Plus, Wii Fit U, Mario Kart 7, Mario Kart 8 (Deluxe), Super Smash Bros. for Nintendo 3DS / for Wii U, Super Smash Bros. Ultimate, Mario Party 8, Miitopia oder Tomodachi Life verwendet werden. Speziell das Spiel Wii Sports speichert für jeden Mii Spielstatistiken und Rekorde.
In dem 2019 erschienenen, auch für Tablets verfügbaren Handyspiel Mario Kart Tour sind seit März 2022 Miis verfügbar und können mit erspielbaren oder per In-App-Kauf erwerbbaren Rennfahrer-Anzügen ausgestattet werden, die überwiegend denen der Nintendo-Spielcharaktere nachgestaltet sind. Über eine beim Erstellen der Miis erzeugbare „Mii-Id“ können die Miis zwischen verschiedenen Spielern und deren Geräten ausgetauscht werden.
In vielen Nintendo-Spielen tauchen die Miis oft als Nicht-Spieler-Figur auf. So stehen sie zum Beispiel in Mario Kart Wii am Streckenrand als Publikum oder sie tauchen auf Schildern, Plakaten etc. auf, allerdings kann man in diesem Spiel den Mii auch als Fahrerfigur nutzen. In Wii Sports oder Wii Sports Resort sind Miis häufig im Publikum sitzend zu sehen.